# 潘云波
潘云波（1902年—1979年），曾用名潘先甲。广东文昌人。中国共产党第五次全国代表大会代表。

## 生平
1909年至1916年，先后在家乡私塾和高级小学读书，1917年入文昌县立中学读书。1919年，参加五四运动，是校学生会领导人之一。1921年，考入广东农业专门学校读书（后改为中大农学院）。1924年3月，加入新学生社，参加学生运动，成为新学生社支部的负责人之一。1924年10月，加入社会主义青年团，不久担任农校团支部书记。1925年五卅运动爆发后参加学校学生军，期间转为中国共产党党员。11月，到广州东园省港罢工委员会纠察队，负责工运宣传。1926年4月调南洋做工运工作，在马六岬任华南小学校长，为马六岬党的工作负责人之一，筹建南洋总工会。8月担任南洋总工会委员长。10月在共产党南洋临时委员会负责青年和工人运动，并任共青闭南洋委员会委员长。后以个人身份加入中国国民党，筹组南洋国民党组织。
1927年3月，组织游行示威活动，遭镇压致三一二惨案后，被通缉被迫回国。4月，作为正式代表参加中国共产党第五次全国代表大会。会后于9月秘密返回新加坡。12月，被英国殖民当局逮捕。1928年春夏被驱逐，回到广州，四一五事变后，大量中共地下党被捕进入广州南石头监狱，他也遭逮捕入狱。1928年7月，由于领导小组被捕杀害，后根据广州市委指示，领导小组正式改建为特支，他担任书记。1928年12月，出狱后，经过济啦会安排到香港中共广东省委机关工作。
1929年10月，再赴南洋，联络广州起义逃难到南洋的中共党员。1930年1月，回到香港中共广东省委机关工作，曾代理秘书长，后任省委交通处主任。1930年8月，调上海党中央发行部，负责《红旗报》、《群众》发行和联络印厂。1931年1月，被敌人逮捕，1937年七七事变后被释放出狱，赴延安进中共中央党校第十二班学习。1938年5月毕业后，赴香港做海员工作，担任香港党的海员委员会书记。1940年2月，担任中共粤南省委南路特委委员，8月担任特委宣传部部长，后赴南洋工作和养病。1944年12月回国，在广东南路部队任电讯主任。
1945年9月，再赴南洋休养并做经济工作。1946年4月，在香港海委做海员工作并负责经济工作。8月开设南风餐厅，联络海外同志。1947年5月，建立陶苑餐室。1948年12月，又开设南洋餐厅任经理，以公开商人身份从事党的秘密工作。1949年3月，任琼崖同乡会理事长。1950年5月，调回内地，先后担任梧州粤桂航务局梧州办事处主任、粤桂公司代总经理，广东省交通厅经理处副处长，广东省交通厅办公室副主任、主任，临高县红华农场场长、副书记。1957年至1959年3月，任中共省海南区党委工业交通工作部副部长。1960年3月至1961年，任中共海南区党委交通运输部部长。1961年4月，任海南区党委、工交领导小组组员。10月，任海南区党工交政治部副部长。1962年7月至1965年1月，任中共广东省海南行政区党委统战部副部长。於1979年逝世。